# مايك جونز (مصارع محترف)
مايك جونز (بالإنجليزية: Michael Jones)‏ (و. 1951  م) هو مصارع محترف، ومدرس أمريكي، ولد في ناشفيل، تينيسي، بدأ مشواره المهني سنة 1986.

## التعليم
تعلم في جامعة فرجينيا، وتعلم في جامعة آيوا.

## وصلات خارجية
- مايك جونز على موقع IMDb (الإنجليزية)
- مايك جونز على موقع قاعدة بيانات الفيلم (الإنجليزية)
- مايك جونز على موقع دبليو دبليو إي (الإنجليزية)
- مايك جونز على موقع CageMatch worker (الإنجليزية)
- مايك جونز على موقع عالم المصارعة على الإنترنت (الإنجليزية)
- مايك جونز على موقع عالم المصارعة على الإنترنت (الإنجليزية)
- مايك جونز في قاعدة بيانات الأفلام على الإنترنت